# Erythridula divisa
Erythridula divisa är en insektsart som först beskrevs av Mcatee 1924.  Erythridula divisa ingår i släktet Erythridula och familjen dvärgstritar. Inga underarter finns listade i Catalogue of Life.